# Song Il-gon
Song Il-gon, né le 1er janvier 1971 à Séoul, est un réalisateur et scénariste sud-coréen. Il est connu pour avoir réalisé Flower Island, Spider Forest, Feathers in the Wind et Always
Il est le premier cinéaste coréen à remporter un prix au Festival de Cannes  pour son court-métrage Le Pique-nique en 1999.

## Biographie

### Début
Song Il-gon a étudié les beaux-arts à l'Institut des arts de Séoul. Après avoir obtenu son diplôme, il a demandé de pouvoir étudier le cinéma aux États-Unis mais sa demande de visa a été rejetée. Song Il-gon décide alors d'entrer dans l'école nationale de cinéma de Łódź en Pologne. Il était le deuxième étudiant coréen à avoir fait ses études dans cette institution. Song Il-gon se tourne vers des thèmes influencés par la psychologie et la mythologie occidentale.

### Carrière
À partir de 1998, Song Il-gon porte de l'attention à ses courts-métrages. Notamment avec Liver and Potato, un court-métrage qu'il a réalisé en s'inspirant de l'histoire des personnages bibliques, Caïn et Abel et a été filmé en Corée. En 1996, il réalise The Dream of the Clowns, un documentaire filmé dans un cirque polonais sur des étudiants de cirque qui veulent devenir clown. Ces deux films ont été présentés dans des festivals internationaux et sont également sortis dans des théâtres spécialisés en court-métrage en Corée du Sud.
En 1999, Song Il-gon réalise le film Le Pique-nique. Il fut le premier Coréen à avoir remporté un prix au Festival de Cannes. Il a reçu le Grand Prix du Jury du meilleur court-métrage et il a également reçu le Grand Prix du Festival international du film de Melbourne.
En 2000, Song Il-gon est demandé par le festival médiatique d'art, Seoul International Media Art Biennale pour faire un clip vidéo de cinquante secondes pour le projeter sur les panneaux d'affichage électroniques pour un mois. Même s'il a montré le scénario au gouvernement avant le tournage, les autorités ont censuré et ont supprimé après un jour. Flush, ce court-métrage parlait d'un sujet tabou à propos d'une adolescente en train de commettre un avortement dans les toilettes publiques.
En 2001, Song Il-gon réalise son premier long métrage Flower Island. Le film a été un succès international et qui lui a fait remporté le prix du meilleur premier film à la Mostra de Venise et au Festival international de films de Fribourg une mention spéciale et un prix de la fédération internationale de la presse cinématographique.
En 2003, Song Il-gon interprète le rôle de Ji-seok dans le film A Smile réalisé par Park Kyung-hee.
En 2004, Song Il-gon réalise le film Spider Forest. Pendant le tournage du film, les directeurs de la photographie étaient extrêmement dérangés à cause de son perfectionnisme et sa tendance à répéter de nombreuses fois tout en insistant sur le choix de l'objectif photographique et la distance exacte des caméras. 
En 2005, Song Il-gon réalise le film Feathers in the Wind. Le film devait être réalisé en court métrage d'une durée de trente minutes mais le studio de production et de distribution CJ Entertainment a donné des fonds pour faire le travail dans une fonction de libération individuelle. Le film a été le premier succès national de Song Il-gon et quelques critiques coréens acclament comme étant la meilleure romance coréenne jamais filmée en Corée.
En 2009, Song Il-gon réalise le film documentaire Dance of Time qui traite l'histoire de la diaspora coréenne à Cuba.

## Filmographie

### Réalisateur

#### Courts métrages
- 1993 : The Wall
- 1994 : Ophelia Audition
- 1996 : The Dream of the Clowns (documentaire)
- 1998 : Liver and Potato
- 1999 : Le Pique-nique
- 2000 : Flush
- 2011 : Sorry, Thanks

#### Longs métrages
- 2001 : Flower Island
- 2004 : Spider Forest
- 2005 : Feathers in the Wind
- 2006 : The Magicians
- 2009 : Dance of Time (documentaire)
- 2011 : Always
- 2012 : Forest of Time (documentaire)

### Scénariste
- 1999 : Le Pique-nique (Court métrage)
- 2001 : Flower Island
- 2004 : Spider Forest
- 2005 : Feathers in the Wind
- 2006 : The Magicians
- 2011 : Always

### Producteur
- 1999 : Le Pique-nique (Court métrage) de Song Il-gon
- 2008 : Ha-na de Kim Myeong-joon (documentaire)

### Acteur
- 2003 : A Smile de Park Kyung-hee : Ji-seok

## Distinctions

### Récompenses
- 1993 : Seoul Institute of the Arts : Meilleur film pour The Wall
- 1996 : Festival du court-métrage de Séoul : Film exceptionnel pour The Dream of the Clowns
- 1997 : Festival international du film de San Francisco  : Certificat de mérite Film & Vidéo - court-métrage et documentaire, The Dream of the Clowns
- 1999 : Festival de Cannes : Grand Prix du Jury du meilleur court-métrage, Le Pique-nique
- 1999 : Festival international du film de Melbourne : Grand Prix, Le Pique-nique
- 2000 :  Aspen Shortsfest : Meilleur court-métrage : Prix Spécial du Jury, Le Pique-nique
- 2001 : Festival international du film de Pusan : Prix du public et prix FIPRESCI News currents et PSB Audience Award pour Flower Island
- 2001 : Festival international du film de Pusan :  PSB Audience Award, Flower Island
- 2001 : Mostra de Venise : Prix du meilleur premier film 'CinemAvvenire', Flower Island
- 2002 : Festival international de films de Fribourg : Mention spécial et prix FIPRESCI, Flower Island

### Nominations
- 1999 : Festival de Cannes : Palme d'or du court métrage, Le Pique-nique
- 2004 : Festival International du Film de San Sebastian : Coquille d'or, Spider Forest

### Source de la traduction
- (en) Cet article est partiellement ou en totalité issu de l’article de Wikipédia en anglais intitulé « Song Il-gon » (voir la liste des auteurs).